# 微軟電影與電視
微軟電影與電視（英語：（美）或Microsoft Films & TV（加、英、愛、紐、澳）），前名Xbox視訊和Zune視訊，由微軟開發的數位影片服務，提供可在Video Store中租賃或購買的超高畫質電影和電視，用戶還可通過應用程式觀看和管理本地存儲的個人收藏數位影片。該服務可用於Xbox 360以上的所有Xbox主機和Windows 8以上的所有Microsoft Windows電腦。電影與電視也可在網絡上訪問。
Zune視訊發行於2006年，在2012年10月14日被Xbox視訊取代，2015年重新命名爲「電影與電視」。現在一般與iTunes Store、Google TV和Amazon Prime Video等同類線上影片商店展開更直接的競爭。
在Windows 11中，电影和电视应用不再能播放本地视频。相关功能被转移至媒体播放器。

## 歷史

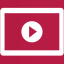
Xbox Video的原圖示

微軟2016年的電影與電視圖示

Xbox Live Marketplace的原始影片商店於2009年9月15日被Zune Marketplace取代。
在2009年電子娛樂展上，微軟發布了1080p串流媒體影音服務，允許用戶通過網際網路連接傳輸串流媒體視頻。這項技術是Xbox視訊影音串流服務的關鍵部分。
隨著Xbox音樂服務宣布將取代Zune Marketplace服務，人們對「Xbox視訊」這一可能提供電影與電視劇的潛在服務產生了猜測，因為該服務名稱中的「音樂」一詞給人的印像是Xbox音樂將只提供音樂，從而排除電影與電視劇在外。
隨著Windows 10的推出，Xbox視訊以「電影與電視」之名出現在應用程式中，作為微軟通用應用程式計劃的一部分，內容的購物將作為一個整體合併到Windows應用商店中。不過，Xbox Video的名稱和品牌仍活躍在之前的所有平台和官方網站上。
2015年9月17日，隨著Xbox 360的系統更新，應用程式將會改名以反映新的品牌。Xbox One應用程式在之前的更新中亦發生了變化。
繼過去與Movies Anywhere建立聯繫後，微軟電影與電視宣布將於2018年8月6日重新加入該服務。

## 可用地區
| 國家   | 電影商店 | 電視商店 | 隱藏式字幕 |
| ------ | -------- | -------- | ---------- |
|        | 是       | 是       | 是         |
| 奥地利 | 是       | 是       | 否         |
| 比利时 | 是       | 否       | 否         |
| 巴西   | 是       | 是       | 是         |
| 加拿大 | 是       | 是       | 否         |
| 丹麦   | 是       | 是       | 否         |
| 芬兰   | 是       | 是       | 否         |
| 法國   | 是       | 是       | 否         |
| 德国   | 是       | 是       | 否         |
| 爱尔兰 | 是       | 是       | 否         |
| 義大利 | 是       | 是       | 否         |
| 日本   | 是       | 是       | 否         |
| 墨西哥 | 是       | 是       | 否         |
| 荷蘭   | 是       | 是       | 否         |
| 新西兰 | 是       | 是       | 否         |
| 挪威   | 是       | 是       | 否         |
| 西班牙 | 是       | 是       | 否         |
| 瑞典   | 是       | 是       | 否         |
| 瑞士   | 是       | 是       | 否         |
| 英国   | 是       | 是       | 否         |
| 美国   | 是       | 是       | 是         |

## 支援的格式
Windows 10中的應用程式支持多種格式，包括：
- .m4v
- .mp4
- .mov
- .asf（英语：Advanced Systems Format）
- .avi
- .wmv
- .m2ts
- .3g2
- .3gp2
- .3gpp
- .webm（Windows 10版本1809以上[15]）

## 外部連結
- 官方网站
- Microsoft市集上的微軟電影與電視